# Барбезьер
Барбезье́р (фр. Barbezières) — коммуна во Франции, находится в регионе Пуату — Шаранта. Департамент — Шаранта. Входит в состав кантона Эгр. Округ коммуны — Конфолан.
Код INSEE коммуны — 16027.
Коммуна расположена приблизительно в 380 км к юго-западу от Парижа, в 85 км юго-западнее Пуатье, в 36 км к северо-западу от Ангулема.

## Население
Население коммуны на 2008 год составляло 123 человека.
| 1962 | 1968 | 1975 | 1982 | 1990 | 1999 | 2008 |
| ---- | ---- | ---- | ---- | ---- | ---- | ---- |
| 224  | 200  | 186  | 167  | 157  | 147  | 123  |

## Администрация
| Период | Период | Фамилия      | Партия                              | Примечания |
| ------ | ------ | ------------ | ----------------------------------- | ---------- |
| 1976   | 1998   | Камиль Андре | Французская коммунистическая партия |            |
| 1998   | 2001   | Жорж Костен  |                                     |            |
| 2001   | 2014   | Дидье Равион | общественное движение               | фермер     |

## Экономика
В 2007 году среди 78 человек в трудоспособном возрасте (15—64 лет) 57 были экономически активными, 21 — неактивными (показатель активности — 73,1 %, в 1999 году было 69,5 %). Из 57 активных работали 53 человека (31 мужчина и 22 женщины), безработных было 4 (3 мужчины и 1 женщина). Среди 21 неактивных 1 человек был учеником или студентом, 11 — пенсионерами, 9 были неактивными по другим причинам.

## Достопримечательности
- Романская церковь Сен-Мартен (XII век), бывшее командорство Мальтийского ордена. Исторический памятник с 1993 года[3]
- Замок Барбезье[фр.] (XV век). Исторический памятник с 1925 года[4]

## Фотогалерея
- Церковь Сен-Мартен
- Мэрия
- Колодец